# 亥姆霍兹定理 (流体力学)
亥姆霍兹定理（英語：Helmholtz's theorems）是流体力学中关于涡旋动力学性质的三条定理，以德国物理学家赫尔曼·冯·亥姆霍兹的名字命名。
亥姆霍兹定理适用于有势体积力作用下的无粘性、正压流体，其表述分别为：
- 亥姆霍兹第一定理：涡线的强度沿涡线保持不变。
- 亥姆霍兹第二定理：涡线在流体中不会自行产生或消失，只能首尾相接、沿伸至无穷远处或终止于边界处。
- 亥姆霍兹第三定理：无外力影响下，无旋流动始终保持无旋。